# Lexington (Oregon)
Lexington is een plaats (town) in de Amerikaanse staat Oregon en valt bestuurlijk gezien onder Morrow County.

## Demografie
Bij de volkstelling in 2000 werd het aantal inwoners vastgesteld op 263. In 2006 is het aantal inwoners door het United States Census Bureau geschat op 275, een stijging van 12 (4,6%).

## Geografie
Volgens het United States Census Bureau beslaat de plaats een oppervlakte van 1,1 km², waarvan 1,1 km² land.

## Plaatsen in de nabije omgeving
De onderstaande figuur toont nabijgelegen plaatsen in een straal van 44 km rond Lexington.